# Auld Lang Syne
Auld Lang Syne ([ˈɔːld lɑŋ ˈsəin], рус. Старое доброе время) — шотландская песня на стихи Роберта Бёрнса, написанная в 1788 году. Известна во многих странах, особенно англоязычных, и чаще всего поётся при встрече Нового года, сразу после полуночи.
Была переведена на русский Самуилом Маршаком под названием «Старая дружба».

## История создания
Текст песни был отправлен редактору «Шотландского музея музыки» Робертом Бёрнсом с примечанием: «Эта песня, эта старинная баллада никогда не появлялась в печати и даже в рукописях, пока я не узнал её слова у одного старика». То, что многие строки не были сочинены Бёрнсом, также доказывает стихотворение «Old Long Syne» 1711 года, написанное Джеймсом Уотсоном, в котором первая строфа очень близка к версии шотландского поэта. Вероятнее всего, и Бёрнс, и Уотсон действительно использовали старинную народную балладу в качестве источника. Что касается мелодии — неизвестно, сохранилась ли она такой же, как вначале предлагал поэт.
Традиция петь «Auld Lang Syne» в канун Нового года быстро распространилась не только по Шотландии, но и по всей Великобритании и затем проникла в другие страны. Гай Ломбардо часто исполнял песню во время новогодних эфиров, начиная с 1929 года, тем самым придавая ей ещё большую популярность. В 1939 году им была сделана первая запись «Auld Lang Syne».

## Популярность
Помимо постоянного исполнения в рождественский сезон, об известности песни говорят те факты, что она поётся на многих праздничных мероприятиях; её использовали в различных кинофильмах и сериалах; «Auld Lang Syne» исполняли многие знаменитости, включая U2, Элвиса Пресли, Бобби Дарина и Мэрайя Кэри.

## Тексты
| Should Old Acquaintance be forgot, and never thought upon; The flames of Love extinguished, and fully past and gone: Is thy sweet Heart now grown so cold, that loving Breast of thine; That thou canst never once reflect on Old long syne. Рефрен: On Old long syne my Jo, in Old long syne, That thou canst never once reflect, on Old long syne. My Heart is ravisht with delight, when thee I think upon; All Grief and Sorrow takes the flight, and speedily is gone; The bright resemblance of thy Face, so fills this, Heart of mine; That Force nor Fate can me displease, for Old long syne. Рефрен Since thoughts of thee doth banish grief, when from thee I am gone; will not thy presence yield relief, to this sad Heart of mine: Why doth thy presence me defeat, with excellence divine? Especially when I reflect on Old long syne Рефрен | Should auld acquaintance be forgot, and never brought to mind? We take a cup of kindness yet For auld lang syne Рефрен: For auld lang syne, my dear, for auld lang syne, we’ll takе a cup o’ kindness yet, for auld lang syne. And surely ye’ll be your pint-stowp! and surely I’ll be mine! And we’ll takе a cup o’ kindness yet, for auld lang syne. Рефрен We twa hae run about the braes, and pu’d the gowans fine; But we’ve wander’d mony a weary fit, sin auld lang syne. Рефрен We twa have paidl’d i' the burn, frae morning sun till dine; But seas between us braid hae roar’d sin auld lang syne. Рефрен And there’s a hand, my trusty fiere! and gie’s a hand o’ thine! And we’ll tak a right gude-willy waught, for auld lang syne. Рефрен |  |